# III wojna austriacko-turecka
III wojna austriacko-turecka (1593–1606) – wojna pomiędzy cesarzem Rudolfem II jako królem Węgier a imperium osmańskim; jeden z serii konfliktów o panowanie na Węgrzech pomiędzy Habsburgami a Turkami.
W 1591 konflikt graniczny pomiędzy bejlerbejem Serbii Hassanem Paszą a banem Chorwacji Tomaszem Erdődym doprowadził do najazdu tego pierwszego na ziemie chorwackie, podlegające królowi węgierskiemu. Cesarz Rudolf II zaprzestał płacenia Turkom trybutu z Węgier. W 1593 armia cesarska pod dowództwem gen. Ruprechta Eggenberga pokonała siły Hassana Paszy pod Šišakiem, a bej zginął w walce.
W 1595 ruszyła wyprawa turecka pod wodzą wielkiego wezyra Sinana Paszy, który miał przywrócić porządek w naddunajskich lennach sułtana. Turcy zostali jednak pokonani w bitwie pod Giurgiu i musieli się wycofać.
W 1595 zmarł sułtan Murad III i na tron wstąpił jego syn, Mehmed III. Nowy, dynamiczny władca postanowił poprowadzić nową kampanię na Węgrzech. W 1596 zdobył Eger i pokonał armię arcyksięcia Maksymiliana Habsburga (brata Rudolfa II) w bitwie pod Mezőkeresztes. W latach 1597–1600 walki toczyły się ze zmiennym szczęściem, obie strony zajmowały i traciły węgierskie twierdze.
W 1599 hospodar wołoski Michał Waleczny podbił Mołdawię i Siedmiogród tworząc państwo niezależne względem Cesarstwa, Rzeczypospolitej Obojga Narodów i imperium osmańskiego. W 1600 uległ jednak wojskom cesarza w bitwie pod Mirăslău. Mołdawię i Wołoszczyznę zajęli Polacy, a gdy ci się wycofali, wkroczyli tam Turcy. Siedmiogród opanowało wojsko cesarskie. Michał Waleczny, przegnany przez Turków, uciekł do Austrii i uzyskał schronienie u cesarza.
W 1601 w Siedmiogrodzie wybuchło powstanie Zygmunta Batorego przeciw panowaniu Habsburgów i ich polityce kontrreformacji. Zostało stłumione, ale w 1604 wybuchło na nowo pod wodzą Stefana Bocskaya. Powstańcy zwyciężyli w bitwie pod Álmosd. Bocskay zawarł z wielkim wezyrem tureckim Lala Mehmedem Paszą układ, na mocy którego sułtan miał przyznać księciu siedmiogrodzkiemu tytuł króla Węgier.
W latach 1603 i 1605 tureckie najazdy dotarły aż na ziemie austriackie i styryjskie. Kolejne sukcesy Turków spowodowały zwrot w polityce Bocskaya. W 1606 podpisał z nowym królem Węgier, Maciejem Habsburgiem (bratem Rudolfa II), pokój w Wiedniu. Na jego mocy Bocskay zrzekł się roszczeń do tytułu królewskiego, zachował Siedmiogród i uzyskał od Habsburgów nowe nabytki na Węgrzech, w tym Tokaj i Szatmar. Habsburgowie zobowiązali się przestrzegać węgierskich praw i wolności religijnych.
W listopadzie 1606 Habsburgowie zawarli z imperium osmańskim pokój w Zsitvatörök. Cesarz miał zapłacić jednorazową kontrybucję, ale został zwolniony z corocznego trybutu. Sułtan przejął zdobyte twierdze Kanizsę i Eger, a Habsburgowie Nograd i Nacz.
Pokój w Zsitvatörök nie uregulował problemów Węgier i nie mógł uchronić ich przed następnymi wojnami. Konflikt istniał tak długo, jak Węgry pozostawały podzielone między króla z rodu Habsburgów, sułtana tureckiego i księcia siedmiogrodzkiego. Sami Węgrzy byli wrogo nastawieni zarówno do władców niemieckich, jak i Turków.